# King Arthur’s Hall (Bodmin Moor)

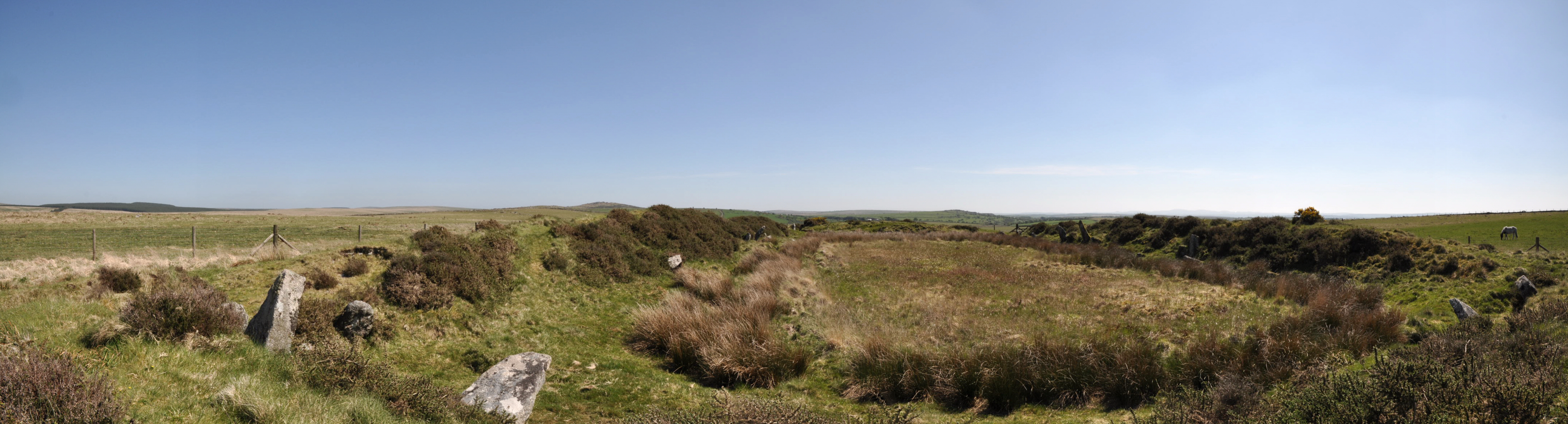
King Arthur’s Hall

King Arthur’s Hall (deutsch König Arthurs Halle) ist eine rechteckige, megalithische Einhegung bei St Breward auf dem Bodmin Moor in Cornwall in England. Es wird angenommen, dass es sich um eine spätneolithische oder frühbronzezeitliche Kultstätte handelt.
Die Einhegung misst etwa 20,0 × 47,0 m und besteht aus 56 Steinen, die als Rechteck in einem konzentrischen Erdwerk angeordnet sind.

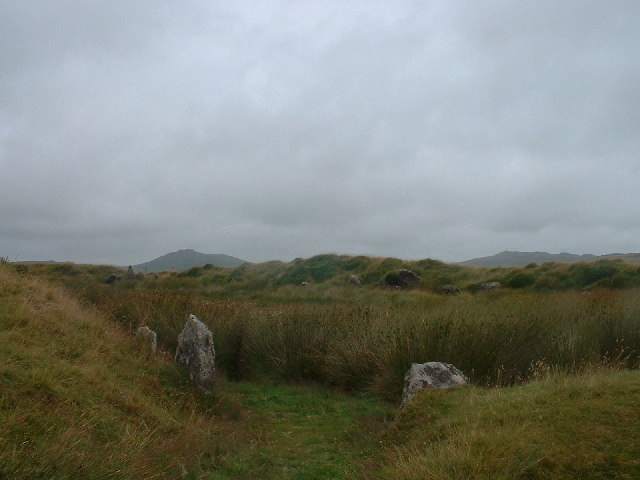
King Arthur’s Hall

Durch das Fehlen archäologischer Funde sind ihr Alter und ihre Verwendung spekulativ. Ein ähnliches Gehäuse in der Bretagne ist eine bronzezeitliche Verbrennungsstätte, aber eine ähnliche Konstruktion am Lough Gur in Irland deutet auf ein neolithisches Datum. Untersuchungen von König Arthur’s Hall wurden 2013/14 durchgeführt. Die Arbeiten enthüllten eine Verkleidung, die errichtet wurde, um die Innenseite des Walls zu erhalten. Es wurde festgestellt, dass im Laufe der Zeit Erde abgerutscht war, die rund 140 ehemals aufrechte Steine begrub, die nun liegen oder schräg stehen. Die Struktur war ursprünglich möglicherweise ein mit Wasser gefüllter Bereich für den rituellen Gebrauch.
In der Umgebung liegen Grabhügel und Hüttenkreise, die Steinkreise von Emblance Downs, sowie Steinkisten.